# Cneo Domicio Enobarbo (cónsul 96 a. C.)
Cneo o Gneo Domicio Enobarbo (en latín, Gnaeus Domitius Cn. f. Cn. n. Ahenobarbus; m. 88 a. C.) fue un político y militar romano del siglo I a. C., hijo de un cónsul homónimo de 122 a. C., que ocupó el consulado en el año 96 a. C.

## Carrera política
Elegido tribuno de la plebe en 104 a. C. Debido a que el colegio de los pontífices no lo eligieron como miembro en lugar de su padre, durante su tribunado legisló la Lex Domitia de sacerdotiis, por la que los sacerdotes de los colegios superiores debían ser elegidos por el pueblo en los comitia tributa, en lugar de por cooptación, como hasta entonces. La ley fue abolida por Lucio Cornelio Sila, y repuesta por Cayo Julio César a través de Tito Labieno.
Pontífice máximo en 103 a. C. Cónsul en 96 a. C. junto a Cayo Casio Longino. Fue elegido censor en 92 a. C. junto con Lucio Licinio Craso. Durante su censura él y su colega cierran las escuelas de retóricos latinos, pero esto fue lo único en que se pudieron de acuerdo, ya que entre ambos hubo frecuentes disputas. Domicio era de temperamento violento, y partidario de la simplicidad de la vida, mientras que Craso amaba el lujo y la comodidad. Se registra que Craso comentó sobre Domicio, "que no era tan extraño que un hombre tuviera una barba de bronce, como que tuviera una boca de hierro y un corazón de plomo"
Murió durante el consulado de Lucio Cornelio Sila y fue sucedido como pontífice por Quinto Mucio Escévola.